# Tirreno-Adriatico 2022
La 57e édition de Tirreno-Adriatico a lieu du 7 au 13 mars 2022 en Italie. La course est tracée sur sept étapes entre Lido di Camaiore et San Benedetto del Tronto. Elle fait partie de l'UCI World Tour 2022, le calendrier le plus important du cyclisme sur route. 
La victoire au général revient pour la deuxième fois consécutive à Tadej Pogačar (UAE Team Emirates). Il s'impose devant Jonas Vingegaard (Jumbo-Visma) et Mikel Landa (Bahrain Victorious). Pogačar s'adjuge également le classement des sprints et le classement des jeunes. Quinn Simmons (Trek-Segafredo) est lauréat du classement de la montagne et le classement par équipes est remporté par Bahrain Victorious.

## Présentation

### Parcours
La course débute au bord de la Mer Tyrrhénienne à Lido di Camaiore par un contre-la-montre et se termine à San Benedetto del Tronto, le long de la Mer Adriatique, sur un parcours total de 1 131,9 kilomètres. Si les deuxième et troisième étapes semblent dévolues aux sprinteurs, la quatrième étape entre Cascata delle Marmore et Bellante se termine au sommet d'une côte de 3,8 km à 7 % de moyenne susceptible de mettre les favoris du classement général en concurrence. La cinquième étape entre Sefro et Fermo comporte les ascensions courtes mais avec des pourcentages maximaux élevés du Monte Urano, de Capodarco et de Strada Calderaro à 14 kilomètres de l'arrivée. La sixième et avant-dernière étape est l'étape reine de cette édition 2022. Entre Apecchio et Carpegna, sur 213 kilomètres, les coureurs grimpent en fin d'étape à deux reprises le Mont Carpegna, une ascension de 6 kilomètres avec des pentes allant jusqu’à 14 % et des passages au sommet situés à 34 et 12 kilomètres du terme suivis d’une descente technique menant directement à la ligne d'arrivée. Les sprinteurs ont une ultime opportunité de victoire lors de la dernière étape dont la partie finale est ultra plate. Par ailleurs, contrairement aux années précédentes, le départ a été avancé du mardi au lundi, afin que la dernière étape ait lieu le dimanche.

### Équipes
Vingt-quatre équipes disputent Tirreno-Adriatico : les dix-huit UCI WorldTeams et six UCI ProTeams.
| WorldTeams (18)- AG2R Citroën Team - Astana Qazaqstan Team - Bahrain Victorious - Bora-Hansgrohe - Cofidis - EF Education-EasyPost - Groupama-FDJ - Ineos Grenadiers - Intermarché-Wanty-Gobert Matériaux - Israel-Premier Tech - Jumbo-Visma - Lotto-Soudal - Movistar Team - Quick-Step Alpha Vinyl - BikeExchange-Jayco - Team DSM - Trek-Segafredo - UAE Team Emirates ProTeams (6)- Alpecin-Fenix - Arkéa-Samsic - Bardiani-CSF-Faizanè - Drone Hopper-Androni Giocattoli - Eolo-Kometa - TotalEnergies |
| |

### Favoris
Le Slovène Tadej Pogačar (UAE Emirates), vainqueur de l'édition 2021 et fort de son succès aux Strade Bianche deux jours avant le départ fait office de grand favori à la victoire finale. Parmi ses adversaires, on peut citer les coureurs de l'équipe Ineos-Grenadiers emmenée par l'Équatorien Richard Carapaz, le Britannique Tao Geoghegan Hart et l'Australien Richie Porte. Le champion du monde français Julian Alaphilippe et le jeune Belge Remco Evenepoel (Quick Step Alpha Vinyl) sont aussi susceptibles de disputer la victoire à Pogačar. Beaucoup d’autres coureurs sont aussi à surveiller. Parmi eux, le Danois Jonas Vingegaard (Jumbo Visma), le Slovène Matej Mohorič (Bahrain Victorius), l'Espagnol Enric Mas (Movistar) et le Colombien Rigoberto Urán (EF Education).

## Étapes
| Étape     | Date    | Villes étapes                                       | type                        | Distance (km) | Dénivelé (m) | Vainqueur d'étape | Leader du classement général |
| --------- | ------- | --------------------------------------------------- | --------------------------- | ------------- | ------------ | ----------------- | ---------------------------- |
| 1re étape | 7 mars  | Lido di Camaiore – Lido di Camaiore                 | contre-la-montre individuel | 13,9          | 4 m          | Filippo Ganna     | Filippo Ganna                |
| 2e étape  | 8 mars  | Camaiore – Sovicille                                | étape vallonnée             | 219           | 2 144 m      | Tim Merlier       | Filippo Ganna                |
| 3e étape  | 9 mars  | Murlo – Terni                                       | étape de plaine             | 170           | 2 063 m      | Caleb Ewan        | Filippo Ganna                |
| 4e étape  | 10 mars | Cascata delle Marmore – Bellante                    | étape de moyenne montagne   | 202           | 3 092 m      | Tadej Pogačar     | Tadej Pogačar                |
| 5e étape  | 11 mars | Sefro – Fermo                                       | étape de montagne           | 155           | 2 402 m      | Warren Barguil    | Tadej Pogačar                |
| 6e étape  | 12 mars | Apecchio – Carpegna                                 | étape de montagne           | 213           | 3 817 m      | Tadej Pogačar     | Tadej Pogačar                |
| 7e étape  | 13 mars | San Benedetto del Tronto – San Benedetto del Tronto | étape de plaine             | 159           | 1 296 m      | Phil Bauhaus      | Tadej Pogačar                |

## Déroulement de la course

### 1reétape
| \| Classement de l'étape \| Classement de l'étape \| Classement de l'étape \| Classement de l'étape \| Classement de l'étape \| \| Coureur \| Coureur \| Pays \| Équipe \| Temps \| \| --------------------- \| ---------------------- \| --------------------- \| ----------------------- \| --------------------- \| \| 1er \| Filippo Ganna \| Italie \| Ineos Grenadiers \| 15 min 17 s \| \| 2e \| Remco Evenepoel \| Belgique \| Quick-Step Alpha Vinyl \| + 11 s \| \| 3e \| Tadej Pogačar \| Slovénie \| UAE Team Emirates \| + 18 s \| \| 4e \| Kasper Asgreen \| Danemark \| Quick-Step Alpha Vinyl \| + 24 s \| \| 5e \| Alex Dowsett \| Royaume-Uni \| Israel-Premier Tech \| + 25 s \| \| 6e \| Thymen Arensman \| Pays-Bas \| Team DSM \| + 28 s \| \| 7e \| Tobias Ludvigsson \| Suède \| Groupama-FDJ \| + 32 s \| \| 8e \| Jos van Emden \| Pays-Bas \| Jumbo-Visma \| + 33 s \| \| 9e \| Mikkel Norsgaard Bjerg \| Danemark \| UAE Team Emirates \| + 39 s \| \| 10e \| Matteo Sobrero \| Italie \| Team BikeExchange-Jayco \| + 39 s \| |                        |             |                         |             |
| |                        |             |                         |             |
| Source : ProCyclingStats |                        |             |                         |             |
| Classement de l'étape |                        |             |                         |             |
| Coureur | Coureur                | Pays        | Équipe                  | Temps       |
| 1er | Filippo Ganna          | Italie      | Ineos Grenadiers        | 15 min 17 s |
| 2e | Remco Evenepoel        | Belgique    | Quick-Step Alpha Vinyl  | + 11 s      |
| 3e | Tadej Pogačar          | Slovénie    | UAE Team Emirates       | + 18 s      |
| 4e | Kasper Asgreen         | Danemark    | Quick-Step Alpha Vinyl  | + 24 s      |
| 5e | Alex Dowsett           | Royaume-Uni | Israel-Premier Tech     | + 25 s      |
| 6e | Thymen Arensman        | Pays-Bas    | Team DSM                | + 28 s      |
| 7e | Tobias Ludvigsson      | Suède       | Groupama-FDJ            | + 32 s      |
| 8e | Jos van Emden          | Pays-Bas    | Jumbo-Visma             | + 33 s      |
| 9e | Mikkel Norsgaard Bjerg | Danemark    | UAE Team Emirates       | + 39 s      |
| 10e | Matteo Sobrero         | Italie      | Team BikeExchange-Jayco | + 39 s      |

| \| Classement général \| Classement général \| Classement général \| Classement général \| Classement général \| \| Coureur \| Coureur \| Pays \| Équipe \| Temps \| \| ------------------ \| ---------------------- \| ------------------ \| ----------------------- \| ------------------ \| \| 1er \| Filippo Ganna \| Italie \| Ineos Grenadiers \| 15 min 17 s \| \| 2e \| Remco Evenepoel \| Belgique \| Quick-Step Alpha Vinyl \| + 11 s \| \| 3e \| Tadej Pogačar \| Slovénie \| UAE Team Emirates \| + 18 s \| \| 4e \| Kasper Asgreen \| Danemark \| Quick-Step Alpha Vinyl \| + 24 s \| \| 5e \| Alex Dowsett \| Royaume-Uni \| Israel-Premier Tech \| + 25 s \| \| 6e \| Thymen Arensman \| Pays-Bas \| Team DSM \| + 28 s \| \| 7e \| Tobias Ludvigsson \| Suède \| Groupama-FDJ \| + 32 s \| \| 8e \| Jos van Emden \| Pays-Bas \| Jumbo-Visma \| + 33 s \| \| 9e \| Mikkel Norsgaard Bjerg \| Danemark \| UAE Team Emirates \| + 39 s \| \| 10e \| Matteo Sobrero \| Italie \| Team BikeExchange-Jayco \| + 39 s \| |                        |             |                         |             |
| |                        |             |                         |             |
| Source : ProCyclingStats |                        |             |                         |             |
| Classement général |                        |             |                         |             |
| Coureur | Coureur                | Pays        | Équipe                  | Temps       |
| 1er | Filippo Ganna          | Italie      | Ineos Grenadiers        | 15 min 17 s |
| 2e | Remco Evenepoel        | Belgique    | Quick-Step Alpha Vinyl  | + 11 s      |
| 3e | Tadej Pogačar          | Slovénie    | UAE Team Emirates       | + 18 s      |
| 4e | Kasper Asgreen         | Danemark    | Quick-Step Alpha Vinyl  | + 24 s      |
| 5e | Alex Dowsett           | Royaume-Uni | Israel-Premier Tech     | + 25 s      |
| 6e | Thymen Arensman        | Pays-Bas    | Team DSM                | + 28 s      |
| 7e | Tobias Ludvigsson      | Suède       | Groupama-FDJ            | + 32 s      |
| 8e | Jos van Emden          | Pays-Bas    | Jumbo-Visma             | + 33 s      |
| 9e | Mikkel Norsgaard Bjerg | Danemark    | UAE Team Emirates       | + 39 s      |
| 10e | Matteo Sobrero         | Italie      | Team BikeExchange-Jayco | + 39 s      |

### 2eétape
Dès les premiers kilomètres de l'étape, cinq hommes attaquent et s'isolent en tête. Ces fuyards sont les Italiens Davide Bais et Francesco Gavazzi (Eolo-Kometa), Umberto Marengo (Drone Hopper-Androni Giocattoli), Davide Gabburo  (Bardiani) et le Colombien Jhonatan Cañaveral (Bardiani). L'avance des cinq hommes sur le peloton culmine à 7 min 40 s. Cette avance commence alors à se réduire et les deux derniers attaquants à être repris par le peloton sont les équipiers d'Eolo-Kometa Bais et Gavazzi à 18 kilomètres de l'arrivée. C'est au moment de cette jonction que l'Espagnol Marc Soler (UAE Emirates) attaque seul. Il est toutefois rattrapé à 3 kilomètres de l'arrivée par le peloton qui se dirige vers un sprint massif. Le Belge Tim Merlier (Alpecin Fenix) franchit la ligne d'arrivée en vainqueur avec une longueur d'avance sur le Néerlandais Olav Kooij (Jumbo Visma).
| \| Classement de l'étape \| Classement de l'étape \| Classement de l'étape \| Classement de l'étape \| Classement de l'étape \| \| Coureur \| Coureur \| Pays \| Équipe \| Temps \| \| --------------------- \| --------------------- \| --------------------- \| ----------------------- \| --------------------- \| \| 1er \| Tim Merlier \| Belgique \| Alpecin-Fenix \| 5 h 25 min 23 s \| \| 2e \| Olav Kooij \| Pays-Bas \| Jumbo-Visma \| + 0 s \| \| 3e \| Kaden Groves \| Australie \| Team BikeExchange-Jayco \| + 0 s \| \| 4e \| Peter Sagan \| Slovaquie \| TotalEnergies \| + 0 s \| \| 5e \| Simone Consonni \| Italie \| Cofidis \| + 0 s \| \| 6e \| Phil Bauhaus \| Allemagne \| Bahrain Victorious \| + 0 s \| \| 7e \| Davide Ballerini \| Italie \| Quick-Step Alpha Vinyl \| + 0 s \| \| 8e \| Giacomo Nizzolo \| Italie \| Israel-Premier Tech \| + 0 s \| \| 9e \| Jacopo Guarnieri \| Italie \| Groupama-FDJ \| + 0 s \| \| 10e \| Andrea Vendrame \| Italie \| AG2R Citroën Team \| + 0 s \| |                  |           |                         |                 |
| |                  |           |                         |                 |
| Source : ProCyclingStats |                  |           |                         |                 |
| Classement de l'étape |                  |           |                         |                 |
| Coureur | Coureur          | Pays      | Équipe                  | Temps           |
| 1er | Tim Merlier      | Belgique  | Alpecin-Fenix           | 5 h 25 min 23 s |
| 2e | Olav Kooij       | Pays-Bas  | Jumbo-Visma             | + 0 s           |
| 3e | Kaden Groves     | Australie | Team BikeExchange-Jayco | + 0 s           |
| 4e | Peter Sagan      | Slovaquie | TotalEnergies           | + 0 s           |
| 5e | Simone Consonni  | Italie    | Cofidis                 | + 0 s           |
| 6e | Phil Bauhaus     | Allemagne | Bahrain Victorious      | + 0 s           |
| 7e | Davide Ballerini | Italie    | Quick-Step Alpha Vinyl  | + 0 s           |
| 8e | Giacomo Nizzolo  | Italie    | Israel-Premier Tech     | + 0 s           |
| 9e | Jacopo Guarnieri | Italie    | Groupama-FDJ            | + 0 s           |
| 10e | Andrea Vendrame  | Italie    | AG2R Citroën Team       | + 0 s           |

| \| Classement général \| Classement général \| Classement général \| Classement général \| Classement général \| \| Coureur \| Coureur \| Pays \| Équipe \| Temps \| \| ------------------ \| ------------------ \| ------------------ \| ----------------------- \| ------------------ \| \| 1er \| Filippo Ganna \| Italie \| Ineos Grenadiers \| 5 h 40 min 40 s \| \| 2e \| Remco Evenepoel \| Belgique \| Quick-Step Alpha Vinyl \| + 11 s \| \| 3e \| Tadej Pogačar \| Slovénie \| UAE Team Emirates \| + 17 s \| \| 4e \| Kasper Asgreen \| Danemark \| Quick-Step Alpha Vinyl \| + 24 s \| \| 5e \| Alex Dowsett \| Royaume-Uni \| Israel-Premier Tech \| + 25 s \| \| 6e \| Thymen Arensman \| Pays-Bas \| Team DSM \| + 28 s \| \| 7e \| Tobias Ludvigsson \| Suède \| Groupama-FDJ \| + 32 s \| \| 8e \| Jos van Emden \| Pays-Bas \| Jumbo-Visma \| + 33 s \| \| 9e \| Matteo Sobrero \| Italie \| Team BikeExchange-Jayco \| + 39 s \| \| 10e \| Lawson Craddock \| États-Unis \| Team BikeExchange-Jayco \| + 39 s \| |                   |             |                         |                 |
| |                   |             |                         |                 |
| Source : ProCyclingStats |                   |             |                         |                 |
| Classement général |                   |             |                         |                 |
| Coureur | Coureur           | Pays        | Équipe                  | Temps           |
| 1er | Filippo Ganna     | Italie      | Ineos Grenadiers        | 5 h 40 min 40 s |
| 2e | Remco Evenepoel   | Belgique    | Quick-Step Alpha Vinyl  | + 11 s          |
| 3e | Tadej Pogačar     | Slovénie    | UAE Team Emirates       | + 17 s          |
| 4e | Kasper Asgreen    | Danemark    | Quick-Step Alpha Vinyl  | + 24 s          |
| 5e | Alex Dowsett      | Royaume-Uni | Israel-Premier Tech     | + 25 s          |
| 6e | Thymen Arensman   | Pays-Bas    | Team DSM                | + 28 s          |
| 7e | Tobias Ludvigsson | Suède       | Groupama-FDJ            | + 32 s          |
| 8e | Jos van Emden     | Pays-Bas    | Jumbo-Visma             | + 33 s          |
| 9e | Matteo Sobrero    | Italie      | Team BikeExchange-Jayco | + 39 s          |
| 10e | Lawson Craddock   | États-Unis  | Team BikeExchange-Jayco | + 39 s          |

### 3eétape
Dès le deuxième kilomètre, un groupe de six attaquants prend les devants sur le peloton et creuse rapidement un écart supérieur à six minutes. Ce groupe se compose de cinq Italiens : Mattia Bais et Edoardo Zardini (Drone Hopper-Androni Giocattoli), Mirco Maestri et Davide Bais (Eolo Kometa), Luca Rastelli (Bardiani) et du Néerlandais Taco van der Hoorn (Intermarché-Wanty Gobert). L'échappée prend fin à 47 kilomètres de l'arrivée. À la suite du sprint intermédiaire remporté par Tadej Pogačar à 27 km du terme, un quatuor s'isole en tête avec le Slovène, son équipier Marc Soler, le Français Julian Alaphilippe (Quick Step-Alpha Vinyl) et le Britannique Tao Geoghegan Hart (Ineos Grenadiers). Mais les quatre fuyards sont repris à 11 kilomètres de l'arrivée. Ce regroupement conduit le peloton vers un sprint massif. Sur la dernière ligne droite en pavés, Arnaud Démare (Groupama FDJ) est dépassé dans les derniers mètres par l'Australien Caleb Ewan (Lotto Soudal) qui s'impose d'une longueur sur le Français.
| \| Classement de l'étape \| Classement de l'étape \| Classement de l'étape \| Classement de l'étape \| Classement de l'étape \| \| Coureur \| Coureur \| Pays \| Équipe \| Temps \| \| --------------------- \| --------------------- \| --------------------- \| --------------------- \| --------------------- \| \| 1er \| Caleb Ewan \| Australie \| Lotto-Soudal \| 4 h 27 min 04 s \| \| 2e \| Arnaud Démare \| France \| Groupama-FDJ \| + 0 s \| \| 3e \| Olav Kooij \| Pays-Bas \| Jumbo-Visma \| + 0 s \| \| 4e \| Nacer Bouhanni \| France \| Arkéa-Samsic \| + 0 s \| \| 5e \| Tim Merlier \| Belgique \| Alpecin-Fenix \| + 0 s \| \| 6e \| Pascal Ackermann \| Allemagne \| UAE Team Emirates \| + 0 s \| \| 7e \| Phil Bauhaus \| Allemagne \| Bahrain Victorious \| + 0 s \| \| 8e \| Simone Consonni \| Italie \| Cofidis \| + 0 s \| \| 9e \| Elia Viviani \| Italie \| Ineos Grenadiers \| + 0 s \| \| 10e \| Matteo Moschetti \| Italie \| Trek-Segafredo \| + 0 s \| |                  |           |                    |                 |
| |                  |           |                    |                 |
| Source : ProCyclingStats |                  |           |                    |                 |
| Classement de l'étape |                  |           |                    |                 |
| Coureur | Coureur          | Pays      | Équipe             | Temps           |
| 1er | Caleb Ewan       | Australie | Lotto-Soudal       | 4 h 27 min 04 s |
| 2e | Arnaud Démare    | France    | Groupama-FDJ       | + 0 s           |
| 3e | Olav Kooij       | Pays-Bas  | Jumbo-Visma        | + 0 s           |
| 4e | Nacer Bouhanni   | France    | Arkéa-Samsic       | + 0 s           |
| 5e | Tim Merlier      | Belgique  | Alpecin-Fenix      | + 0 s           |
| 6e | Pascal Ackermann | Allemagne | UAE Team Emirates  | + 0 s           |
| 7e | Phil Bauhaus     | Allemagne | Bahrain Victorious | + 0 s           |
| 8e | Simone Consonni  | Italie    | Cofidis            | + 0 s           |
| 9e | Elia Viviani     | Italie    | Ineos Grenadiers   | + 0 s           |
| 10e | Matteo Moschetti | Italie    | Trek-Segafredo     | + 0 s           |

| \| Classement général \| Classement général \| Classement général \| Classement général \| Classement général \| \| Coureur \| Coureur \| Pays \| Équipe \| Temps \| \| ------------------ \| ------------------ \| ------------------ \| ----------------------- \| ------------------ \| \| 1er \| Filippo Ganna \| Italie \| Ineos Grenadiers \| 9 h 48 min 04 s \| \| 2e \| Remco Evenepoel \| Belgique \| Quick-Step Alpha Vinyl \| + 11 s \| \| 3e \| Tadej Pogačar \| Slovénie \| UAE Team Emirates \| + 14 s \| \| 4e \| Kasper Asgreen \| Danemark \| Quick-Step Alpha Vinyl \| + 24 s \| \| 5e \| Alex Dowsett \| Royaume-Uni \| Israel-Premier Tech \| + 25 s \| \| 6e \| Thymen Arensman \| Pays-Bas \| Team DSM \| + 28 s \| \| 7e \| Tobias Ludvigsson \| Suède \| Groupama-FDJ \| + 32 s \| \| 8e \| Jos van Emden \| Pays-Bas \| Jumbo-Visma \| + 33 s \| \| 9e \| Matteo Sobrero \| Italie \| Team BikeExchange-Jayco \| + 39 s \| \| 10e \| Lawson Craddock \| États-Unis \| Team BikeExchange-Jayco \| + 39 s \| |                   |             |                         |                 |
| |                   |             |                         |                 |
| Source : ProCyclingStats |                   |             |                         |                 |
| Classement général |                   |             |                         |                 |
| Coureur | Coureur           | Pays        | Équipe                  | Temps           |
| 1er | Filippo Ganna     | Italie      | Ineos Grenadiers        | 9 h 48 min 04 s |
| 2e | Remco Evenepoel   | Belgique    | Quick-Step Alpha Vinyl  | + 11 s          |
| 3e | Tadej Pogačar     | Slovénie    | UAE Team Emirates       | + 14 s          |
| 4e | Kasper Asgreen    | Danemark    | Quick-Step Alpha Vinyl  | + 24 s          |
| 5e | Alex Dowsett      | Royaume-Uni | Israel-Premier Tech     | + 25 s          |
| 6e | Thymen Arensman   | Pays-Bas    | Team DSM                | + 28 s          |
| 7e | Tobias Ludvigsson | Suède       | Groupama-FDJ            | + 32 s          |
| 8e | Jos van Emden     | Pays-Bas    | Jumbo-Visma             | + 33 s          |
| 9e | Matteo Sobrero    | Italie      | Team BikeExchange-Jayco | + 39 s          |
| 10e | Lawson Craddock   | États-Unis  | Team BikeExchange-Jayco | + 39 s          |

### 4eétape
Un groupe de dix échappés s'est formé après 25 kilomètres. Après avoir compté jusqu'à 7 minutes d'avance sur le peloton, les fuyards sont finalement tous repris. La course se joue dans l'ultime côte à 500 mètres du terme quand Tadej Pogačar (UAE Emirates) place une attaque. Le Slovène franchit la ligne d'arrivée en vainqueur avec deux secondes d'avance sur ses premiers poursuivants et s'empare du maillot de leader du classement général grâce à plusieurs bonifications engrangées pendant l'étape.
| \| Classement de l'étape \| Classement de l'étape \| Classement de l'étape \| Classement de l'étape \| Classement de l'étape \| \| Coureur \| Coureur \| Pays \| Équipe \| Temps \| \| --------------------- \| --------------------- \| --------------------- \| ---------------------- \| --------------------- \| \| 1er \| Tadej Pogačar \| Slovénie \| UAE Team Emirates \| 4 h 48 min 39 s \| \| 2e \| Jonas Vingegaard \| Danemark \| Jumbo-Visma \| + 2 s \| \| 3e \| Victor Lafay \| France \| Cofidis \| + 2 s \| \| 4e \| Remco Evenepoel \| Belgique \| Quick-Step Alpha Vinyl \| + 2 s \| \| 5e \| Giulio Ciccone \| Italie \| Trek-Segafredo \| + 5 s \| \| 6e \| Tao Geoghegan Hart \| Royaume-Uni \| Ineos Grenadiers \| + 5 s \| \| 7e \| Enric Mas \| Espagne \| Movistar Team \| + 5 s \| \| 8e \| Wilco Kelderman \| Pays-Bas \| Bora-Hansgrohe \| + 5 s \| \| 9e \| Mikel Landa \| Espagne \| Bahrain Victorious \| + 5 s \| \| 10e \| Jai Hindley \| Australie \| Bora-Hansgrohe \| + 5 s \| |                    |             |                        |                 |
| |                    |             |                        |                 |
| Source : ProCyclingStats |                    |             |                        |                 |
| Classement de l'étape |                    |             |                        |                 |
| Coureur | Coureur            | Pays        | Équipe                 | Temps           |
| 1er | Tadej Pogačar      | Slovénie    | UAE Team Emirates      | 4 h 48 min 39 s |
| 2e | Jonas Vingegaard   | Danemark    | Jumbo-Visma            | + 2 s           |
| 3e | Victor Lafay       | France      | Cofidis                | + 2 s           |
| 4e | Remco Evenepoel    | Belgique    | Quick-Step Alpha Vinyl | + 2 s           |
| 5e | Giulio Ciccone     | Italie      | Trek-Segafredo         | + 5 s           |
| 6e | Tao Geoghegan Hart | Royaume-Uni | Ineos Grenadiers       | + 5 s           |
| 7e | Enric Mas          | Espagne     | Movistar Team          | + 5 s           |
| 8e | Wilco Kelderman    | Pays-Bas    | Bora-Hansgrohe         | + 5 s           |
| 9e | Mikel Landa        | Espagne     | Bahrain Victorious     | + 5 s           |
| 10e | Jai Hindley        | Australie   | Bora-Hansgrohe         | + 5 s           |

| \| Classement général \| Classement général \| Classement général \| Classement général \| Classement général \| \| Coureur \| Coureur \| Pays \| Équipe \| Temps \| \| ------------------ \| ------------------ \| ------------------ \| ---------------------- \| ------------------ \| \| 1er \| Tadej Pogačar \| Slovénie \| UAE Team Emirates \| 14 h 36 min 47 s \| \| 2e \| Remco Evenepoel \| Belgique \| Quick-Step Alpha Vinyl \| + 9 s \| \| 3e \| Filippo Ganna \| Italie \| Ineos Grenadiers \| + 21 s \| \| 4e \| Thymen Arensman \| Pays-Bas \| Team DSM \| + 36 s \| \| 5e \| Tao Geoghegan Hart \| Royaume-Uni \| Ineos Grenadiers \| + 43 s \| \| 6e \| Jonas Vingegaard \| Danemark \| Jumbo-Visma \| + 45 s \| \| 7e \| Miguel Ángel López \| Colombie \| Astana Qazaqstan Team \| + 50 s \| \| 8e \| Marc Soler \| Espagne \| UAE Team Emirates \| + 56 s \| \| 9e \| Richie Porte \| Australie \| Ineos Grenadiers \| + 1 min 02 s \| \| 10e \| Wilco Kelderman \| Pays-Bas \| Bora-Hansgrohe \| + 1 min 04 s \| |                    |             |                        |                  |
| |                    |             |                        |                  |
| Source : ProCyclingStats |                    |             |                        |                  |
| Classement général |                    |             |                        |                  |
| Coureur | Coureur            | Pays        | Équipe                 | Temps            |
| 1er | Tadej Pogačar      | Slovénie    | UAE Team Emirates      | 14 h 36 min 47 s |
| 2e | Remco Evenepoel    | Belgique    | Quick-Step Alpha Vinyl | + 9 s            |
| 3e | Filippo Ganna      | Italie      | Ineos Grenadiers       | + 21 s           |
| 4e | Thymen Arensman    | Pays-Bas    | Team DSM               | + 36 s           |
| 5e | Tao Geoghegan Hart | Royaume-Uni | Ineos Grenadiers       | + 43 s           |
| 6e | Jonas Vingegaard   | Danemark    | Jumbo-Visma            | + 45 s           |
| 7e | Miguel Ángel López | Colombie    | Astana Qazaqstan Team  | + 50 s           |
| 8e | Marc Soler         | Espagne     | UAE Team Emirates      | + 56 s           |
| 9e | Richie Porte       | Australie   | Ineos Grenadiers       | + 1 min 02 s     |
| 10e | Wilco Kelderman    | Pays-Bas    | Bora-Hansgrohe         | + 1 min 04 s     |

### 5eétape
Une échappée de douze coureurs se forme en début de course et fait une grande partie de l'étape en tête. Lors du premier passage de la côte finale, ce groupe explose et le Français Warren Barguil (Arkea Samsic) se porte seul en tête à 21 km du terme. Mais il est rejoint par son compatriote Benjamin Thomas (Cofidis) lors du premier passage sur la ligne d'arrivée (à 18 km du terme) puis par cinq de ses anciens compagnons d'échappée. Le peloton se rapproche des sept fuyards et, à 8 kilomètres de l'arrivée, Remco Evenepoel (Quick Step Alpha Vinyl) place une contre-attaque. Il est suivi par le Danois Jonas Vingegaard (Jumbo Visma) et le leader slovène Tadej Pogačar (UAE Emirates)  mais les trois hommes se trompent de route à un carrefour et voient leur contre-attaque annihilée. À l'avant de la course, Warren Barguil place une nouvelle attaque sous le portique des 5 kilomètres, dans l'ultime montée, et gagne l'étape en solitaire avec une dizaine de secondes d'avance sur le Belge Xandro Meurisse (Alpecin Fenix). Les principaux leaders du classement général se neutralisent et franchissent la ligne d'arrivée 28 secondes après le vainqueur.
| \| Classement de l'étape \| Classement de l'étape \| Classement de l'étape \| Classement de l'étape \| Classement de l'étape \| \| Coureur \| Coureur \| Pays \| Équipe \| Temps \| \| --------------------- \| --------------------- \| --------------------- \| ---------------------- \| --------------------- \| \| 1er \| Warren Barguil \| France \| Arkéa-Samsic \| 3 h 39 min 53 s \| \| 2e \| Xandro Meurisse \| Belgique \| Alpecin-Fenix \| + 10 s \| \| 3e \| Simone Velasco \| Italie \| Astana Qazaqstan Team \| + 14 s \| \| 4e \| Nélson Oliveira \| Portugal \| Movistar Team \| + 15 s \| \| 5e \| Richie Porte \| Australie \| Ineos Grenadiers \| + 26 s \| \| 6e \| Tadej Pogačar \| Slovénie \| UAE Team Emirates \| + 28 s \| \| 7e \| Jonas Vingegaard \| Danemark \| Jumbo-Visma \| + 28 s \| \| 8e \| Enric Mas \| Espagne \| Movistar Team \| + 28 s \| \| 9e \| Remco Evenepoel \| Belgique \| Quick-Step Alpha Vinyl \| + 28 s \| \| 10e \| Jai Hindley \| Australie \| Bora-Hansgrohe \| + 28 s \| |                  |           |                        |                 |
| |                  |           |                        |                 |
| Source : ProCyclingStats |                  |           |                        |                 |
| Classement de l'étape |                  |           |                        |                 |
| Coureur | Coureur          | Pays      | Équipe                 | Temps           |
| 1er | Warren Barguil   | France    | Arkéa-Samsic           | 3 h 39 min 53 s |
| 2e | Xandro Meurisse  | Belgique  | Alpecin-Fenix          | + 10 s          |
| 3e | Simone Velasco   | Italie    | Astana Qazaqstan Team  | + 14 s          |
| 4e | Nélson Oliveira  | Portugal  | Movistar Team          | + 15 s          |
| 5e | Richie Porte     | Australie | Ineos Grenadiers       | + 26 s          |
| 6e | Tadej Pogačar    | Slovénie  | UAE Team Emirates      | + 28 s          |
| 7e | Jonas Vingegaard | Danemark  | Jumbo-Visma            | + 28 s          |
| 8e | Enric Mas        | Espagne   | Movistar Team          | + 28 s          |
| 9e | Remco Evenepoel  | Belgique  | Quick-Step Alpha Vinyl | + 28 s          |
| 10e | Jai Hindley      | Australie | Bora-Hansgrohe         | + 28 s          |

| \| Classement général \| Classement général \| Classement général \| Classement général \| Classement général \| \| Coureur \| Coureur \| Pays \| Équipe \| Temps \| \| ------------------ \| ------------------ \| ------------------ \| ---------------------- \| ------------------ \| \| 1er \| Tadej Pogačar \| Slovénie \| UAE Team Emirates \| 18 h 17 min 08 s \| \| 2e \| Remco Evenepoel \| Belgique \| Quick-Step Alpha Vinyl \| + 9 s \| \| 3e \| Thymen Arensman \| Pays-Bas \| Team DSM \| + 43 s \| \| 4e \| Jonas Vingegaard \| Danemark \| Jumbo-Visma \| + 45 s \| \| 5e \| Miguel Ángel López \| Colombie \| Astana Qazaqstan Team \| + 1 min 00 s \| \| 6e \| Richie Porte \| Australie \| Ineos Grenadiers \| + 1 min 00 s \| \| 7e \| Tao Geoghegan Hart \| Royaume-Uni \| Ineos Grenadiers \| + 1 min 02 s \| \| 8e \| Jai Hindley \| Australie \| Bora-Hansgrohe \| + 1 min 06 s \| \| 9e \| Enric Mas \| Espagne \| Movistar Team \| + 1 min 11 s \| \| 10e \| Wilco Kelderman \| Pays-Bas \| Bora-Hansgrohe \| + 1 min 14 s \| |                    |             |                        |                  |
| |                    |             |                        |                  |
| Source : ProCyclingStats |                    |             |                        |                  |
| Classement général |                    |             |                        |                  |
| Coureur | Coureur            | Pays        | Équipe                 | Temps            |
| 1er | Tadej Pogačar      | Slovénie    | UAE Team Emirates      | 18 h 17 min 08 s |
| 2e | Remco Evenepoel    | Belgique    | Quick-Step Alpha Vinyl | + 9 s            |
| 3e | Thymen Arensman    | Pays-Bas    | Team DSM               | + 43 s           |
| 4e | Jonas Vingegaard   | Danemark    | Jumbo-Visma            | + 45 s           |
| 5e | Miguel Ángel López | Colombie    | Astana Qazaqstan Team  | + 1 min 00 s     |
| 6e | Richie Porte       | Australie   | Ineos Grenadiers       | + 1 min 00 s     |
| 7e | Tao Geoghegan Hart | Royaume-Uni | Ineos Grenadiers       | + 1 min 02 s     |
| 8e | Jai Hindley        | Australie   | Bora-Hansgrohe         | + 1 min 06 s     |
| 9e | Enric Mas          | Espagne     | Movistar Team          | + 1 min 11 s     |
| 10e | Wilco Kelderman    | Pays-Bas    | Bora-Hansgrohe         | + 1 min 14 s     |

### 6eétape
À 170 kilomètres de l'arrivée, neuf hommes parmi lesquels le champion du monde français Julian Alaphilippe (Quick-Step Alpha Vinyl) et le porteur du maillot vert de meilleur grimpeur Quinn Simmons (Trek-Segafredo) creusent un écart qui culmine à plus de 4 minutes sur peloton. Lors de la première ascension du Mont Carpegna, le groupe de tête se désagrège et Simmons passe seul au sommet enneigé à 32 km du terme de l'étape, consolidant ainsi son maillot de leader du classement du meilleur grimpeur. Dans la descente, le peloton constitué d'une vingtaine d'hommes mais sans Remco Evenepoel, lâché, se rapproche du fuyard puis le rattrape à 23 kilomètres de l'arrivée. La seconde montée du Mont Carpegna voit rapidement le peloton voler en éclats et quatre coureurs se portent en tête : le maillot bleu Tadej Pogačar (UAE Emirates), le Danois Jonas Vingegaard (Jumbo Visma) et les Espagnols Enric Mas (Movistar) et Mikel Landa (Bahrain Victorius). À 3 km du sommet et 15 de l'arrivée, Pogačar place une attaque et lâche ses adversaires. Le Slovène passe au sommet du Mont Carpegna avec 1'20" d'avance sur ses plus proches poursuivants et entame la longue descente menant à l'arrivée. Malgré une petite frayeur dans un virage, Tadej Pogačar gagne l'étape en solitaire à Carpegna et prend une solide option pour le gain du classement général final.
| \| Classement de l'étape \| Classement de l'étape \| Classement de l'étape \| Classement de l'étape \| Classement de l'étape \| \| Coureur \| Coureur \| Pays \| Équipe \| Temps \| \| --------------------- \| --------------------- \| --------------------- \| --------------------- \| --------------------- \| \| 1er \| Tadej Pogačar \| Slovénie \| UAE Team Emirates \| 5 h 28 min 57 s \| \| 2e \| Jonas Vingegaard \| Danemark \| Jumbo-Visma \| + 1 min 03 s \| \| 3e \| Mikel Landa \| Espagne \| Bahrain Victorious \| + 1 min 03 s \| \| 4e \| Richie Porte \| Australie \| Ineos Grenadiers \| + 1 min 34 s \| \| 5e \| Damiano Caruso \| Italie \| Bahrain Victorious \| + 1 min 49 s \| \| 6e \| Jai Hindley \| Australie \| Bora-Hansgrohe \| + 1 min 49 s \| \| 7e \| Thibaut Pinot \| France \| Groupama-FDJ \| + 1 min 49 s \| \| 8e \| Giulio Ciccone \| Italie \| Trek-Segafredo \| + 2 min 23 s \| \| 9e \| Pello Bilbao \| Espagne \| Bahrain Victorious \| + 2 min 23 s \| \| 10e \| Thymen Arensman \| Pays-Bas \| Team DSM \| + 2 min 23 s \| |                  |           |                    |                 |
| |                  |           |                    |                 |
| Source : ProCyclingStats |                  |           |                    |                 |
| Classement de l'étape |                  |           |                    |                 |
| Coureur | Coureur          | Pays      | Équipe             | Temps           |
| 1er | Tadej Pogačar    | Slovénie  | UAE Team Emirates  | 5 h 28 min 57 s |
| 2e | Jonas Vingegaard | Danemark  | Jumbo-Visma        | + 1 min 03 s    |
| 3e | Mikel Landa      | Espagne   | Bahrain Victorious | + 1 min 03 s    |
| 4e | Richie Porte     | Australie | Ineos Grenadiers   | + 1 min 34 s    |
| 5e | Damiano Caruso   | Italie    | Bahrain Victorious | + 1 min 49 s    |
| 6e | Jai Hindley      | Australie | Bora-Hansgrohe     | + 1 min 49 s    |
| 7e | Thibaut Pinot    | France    | Groupama-FDJ       | + 1 min 49 s    |
| 8e | Giulio Ciccone   | Italie    | Trek-Segafredo     | + 2 min 23 s    |
| 9e | Pello Bilbao     | Espagne   | Bahrain Victorious | + 2 min 23 s    |
| 10e | Thymen Arensman  | Pays-Bas  | Team DSM           | + 2 min 23 s    |

| \| Classement général \| Classement général \| Classement général \| Classement général \| Classement général \| \| Coureur \| Coureur \| Pays \| Équipe \| Temps \| \| ------------------ \| ------------------ \| ------------------ \| ------------------ \| ------------------ \| \| 1er \| Tadej Pogačar \| Slovénie \| UAE Team Emirates \| 23 h 45 min 55 s \| \| 2e \| Jonas Vingegaard \| Danemark \| Jumbo-Visma \| + 1 min 52 s \| \| 3e \| Mikel Landa \| Espagne \| Bahrain Victorious \| + 2 min 33 s \| \| 4e \| Richie Porte \| Australie \| Ineos Grenadiers \| + 2 min 44 s \| \| 5e \| Jai Hindley \| Australie \| Bora-Hansgrohe \| + 3 min 05 s \| \| 6e \| Thymen Arensman \| Pays-Bas \| Team DSM \| + 3 min 16 s \| \| 7e \| Damiano Caruso \| Italie \| Bahrain Victorious \| + 3 min 20 s \| \| 8e \| Thibaut Pinot \| France \| Groupama-FDJ \| + 3 min 37 s \| \| 9e \| Pello Bilbao \| Espagne \| Bahrain Victorious \| + 3 min 51 s \| \| 10e \| Giulio Ciccone \| Italie \| Trek-Segafredo \| + 4 min 03 s \| |                  |           |                    |                  |
| |                  |           |                    |                  |
| Source : ProCyclingStats |                  |           |                    |                  |
| Classement général |                  |           |                    |                  |
| Coureur | Coureur          | Pays      | Équipe             | Temps            |
| 1er | Tadej Pogačar    | Slovénie  | UAE Team Emirates  | 23 h 45 min 55 s |
| 2e | Jonas Vingegaard | Danemark  | Jumbo-Visma        | + 1 min 52 s     |
| 3e | Mikel Landa      | Espagne   | Bahrain Victorious | + 2 min 33 s     |
| 4e | Richie Porte     | Australie | Ineos Grenadiers   | + 2 min 44 s     |
| 5e | Jai Hindley      | Australie | Bora-Hansgrohe     | + 3 min 05 s     |
| 6e | Thymen Arensman  | Pays-Bas  | Team DSM           | + 3 min 16 s     |
| 7e | Damiano Caruso   | Italie    | Bahrain Victorious | + 3 min 20 s     |
| 8e | Thibaut Pinot    | France    | Groupama-FDJ       | + 3 min 37 s     |
| 9e | Pello Bilbao     | Espagne   | Bahrain Victorious | + 3 min 51 s     |
| 10e | Giulio Ciccone   | Italie    | Trek-Segafredo     | + 4 min 03 s     |

### 7eétape
Dès les premiers kilomètres, les Italiens Manuele Boaro (Astana) et Alessandro Tonelli (Bardiani) ainsi que l’Espagnol Jorge Arcas (Movistar) font la course en tête mais sont repris à 8 kilomètres de l'arrivée. Le sprint massif est remporté par l’Allemand Phil Bauhaus (Bahrain-Victorious) qui émerge dans les derniers mètres.
| \| Classement de l'étape \| Classement de l'étape \| Classement de l'étape \| Classement de l'étape \| Classement de l'étape \| \| Coureur \| Coureur \| Pays \| Équipe \| Temps \| \| --------------------- \| --------------------- \| --------------------- \| ---------------------------------- \| --------------------- \| \| 1er \| Phil Bauhaus \| Allemagne \| Bahrain Victorious \| 3 h 39 min 58 s \| \| 2e \| Giacomo Nizzolo \| Italie \| Israel-Premier Tech \| + 0 s \| \| 3e \| Kaden Groves \| Australie \| Team BikeExchange-Jayco \| + 0 s \| \| 4e \| Davide Cimolai \| Italie \| Cofidis \| + 0 s \| \| 5e \| Alberto Dainese \| Italie \| Team DSM \| + 0 s \| \| 6e \| Alexander Kristoff \| Norvège \| Intermarché-Wanty-Gobert Matériaux \| + 0 s \| \| 7e \| Edvald Boasson Hagen \| Norvège \| TotalEnergies \| + 0 s \| \| 8e \| Olav Kooij \| Pays-Bas \| Jumbo-Visma \| + 0 s \| \| 9e \| Arnaud Démare \| France \| Groupama-FDJ \| + 0 s \| \| 10e \| Matteo Moschetti \| Italie \| Trek-Segafredo \| + 0 s \| |                      |           |                                    |                 |
| |                      |           |                                    |                 |
| Source : ProCyclingStats |                      |           |                                    |                 |
| Classement de l'étape |                      |           |                                    |                 |
| Coureur | Coureur              | Pays      | Équipe                             | Temps           |
| 1er | Phil Bauhaus         | Allemagne | Bahrain Victorious                 | 3 h 39 min 58 s |
| 2e | Giacomo Nizzolo      | Italie    | Israel-Premier Tech                | + 0 s           |
| 3e | Kaden Groves         | Australie | Team BikeExchange-Jayco            | + 0 s           |
| 4e | Davide Cimolai       | Italie    | Cofidis                            | + 0 s           |
| 5e | Alberto Dainese      | Italie    | Team DSM                           | + 0 s           |
| 6e | Alexander Kristoff   | Norvège   | Intermarché-Wanty-Gobert Matériaux | + 0 s           |
| 7e | Edvald Boasson Hagen | Norvège   | TotalEnergies                      | + 0 s           |
| 8e | Olav Kooij           | Pays-Bas  | Jumbo-Visma                        | + 0 s           |
| 9e | Arnaud Démare        | France    | Groupama-FDJ                       | + 0 s           |
| 10e | Matteo Moschetti     | Italie    | Trek-Segafredo                     | + 0 s           |

## Classements finals

### Classement général
| \| Classement général \| Classement général \| Classement général \| Classement général \| Classement général \| \| Coureur \| Coureur \| Pays \| Équipe \| Temps \| \| ------------------ \| ------------------ \| ------------------ \| ------------------ \| ------------------ \| \| 1er \| Tadej Pogačar \| Slovénie \| UAE Team Emirates \| 27 h 25 min 53 s \| \| 2e \| Jonas Vingegaard \| Danemark \| Jumbo-Visma \| + 1 min 52 s \| \| 3e \| Mikel Landa \| Espagne \| Bahrain Victorious \| + 2 min 33 s \| \| 4e \| Richie Porte \| Australie \| Ineos Grenadiers \| + 2 min 44 s \| \| 5e \| Jai Hindley \| Australie \| Bora-Hansgrohe \| + 3 min 05 s \| \| 6e \| Thymen Arensman \| Pays-Bas \| Team DSM \| + 3 min 16 s \| \| 7e \| Damiano Caruso \| Italie \| Bahrain Victorious \| + 3 min 20 s \| \| 8e \| Thibaut Pinot \| France \| Groupama-FDJ \| + 3 min 37 s \| \| 9e \| Pello Bilbao \| Espagne \| Bahrain Victorious \| + 3 min 51 s \| \| 10e \| Giulio Ciccone \| Italie \| Trek-Segafredo \| + 4 min 03 s \| |                  |           |                    |                  |
| |                  |           |                    |                  |
| Source : ProCyclingStats |                  |           |                    |                  |
| Classement général |                  |           |                    |                  |
| Coureur | Coureur          | Pays      | Équipe             | Temps            |
| 1er | Tadej Pogačar    | Slovénie  | UAE Team Emirates  | 27 h 25 min 53 s |
| 2e | Jonas Vingegaard | Danemark  | Jumbo-Visma        | + 1 min 52 s     |
| 3e | Mikel Landa      | Espagne   | Bahrain Victorious | + 2 min 33 s     |
| 4e | Richie Porte     | Australie | Ineos Grenadiers   | + 2 min 44 s     |
| 5e | Jai Hindley      | Australie | Bora-Hansgrohe     | + 3 min 05 s     |
| 6e | Thymen Arensman  | Pays-Bas  | Team DSM           | + 3 min 16 s     |
| 7e | Damiano Caruso   | Italie    | Bahrain Victorious | + 3 min 20 s     |
| 8e | Thibaut Pinot    | France    | Groupama-FDJ       | + 3 min 37 s     |
| 9e | Pello Bilbao     | Espagne   | Bahrain Victorious | + 3 min 51 s     |
| 10e | Giulio Ciccone   | Italie    | Trek-Segafredo     | + 4 min 03 s     |

| Classement par points | Classement par points | Classement par points | Classement par points   | Classement par points |
| Coureur               | Coureur               | Pays                  | Équipe                  | Points                |
| --------------------- | --------------------- | --------------------- | ----------------------- | --------------------- |
| 1er                   | Tadej Pogačar         | Slovénie              | UAE Team Emirates       | 44 pts                |
| 2e                    | Jonas Vingegaard      | Danemark              | Jumbo-Visma             | 24 pts                |
| 3e                    | Phil Bauhaus          | Allemagne             | Bahrain Victorious      | 21 pts                |
| 4e                    | Olav Kooij            | Pays-Bas              | Jumbo-Visma             | 21 pts                |
| 5e                    | Remco Evenepoel       | Belgique              | Quick-Step Alpha Vinyl  | 19 pts                |
| 6e                    | Tim Merlier           | Belgique              | Alpecin-Fenix           | 18 pts                |
| 7e                    | Kaden Groves          | Australie             | Team BikeExchange-Jayco | 16 pts                |
| 8e                    | Richie Porte          | Australie             | Ineos Grenadiers        | 13 pts                |
| 9e                    | Giacomo Nizzolo       | Italie                | Israel-Premier Tech     | 13 pts                |
| 10e                   | Warren Barguil        | France                | Arkéa-Samsic            | 12 pts                |

| Classement par points | Classement par points | Classement par points | Classement par points   | Classement par points |
| Coureur               | Coureur               | Pays                  | Équipe                  | Points                |
| --------------------- | --------------------- | --------------------- | ----------------------- | --------------------- |
| 1er                   | Tadej Pogačar         | Slovénie              | UAE Team Emirates       | 44 pts                |
| 2e                    | Jonas Vingegaard      | Danemark              | Jumbo-Visma             | 24 pts                |
| 3e                    | Phil Bauhaus          | Allemagne             | Bahrain Victorious      | 21 pts                |
| 4e                    | Olav Kooij            | Pays-Bas              | Jumbo-Visma             | 21 pts                |
| 5e                    | Remco Evenepoel       | Belgique              | Quick-Step Alpha Vinyl  | 19 pts                |
| 6e                    | Tim Merlier           | Belgique              | Alpecin-Fenix           | 18 pts                |
| 7e                    | Kaden Groves          | Australie             | Team BikeExchange-Jayco | 16 pts                |
| 8e                    | Richie Porte          | Australie             | Ineos Grenadiers        | 13 pts                |
| 9e                    | Giacomo Nizzolo       | Italie                | Israel-Premier Tech     | 13 pts                |
| 10e                   | Warren Barguil        | France                | Arkéa-Samsic            | 12 pts                |

| Classement de la montagne | Classement de la montagne | Classement de la montagne | Classement de la montagne | Classement de la montagne |
| Coureur                   | Coureur                   | Pays                      | Équipe                    | Points                    |
| ------------------------- | ------------------------- | ------------------------- | ------------------------- | ------------------------- |
| 1er                       | Quinn Simmons             | États-Unis                | Trek-Segafredo            | 35 pts                    |
| 2e                        | Tadej Pogačar             | Slovénie                  | UAE Team Emirates         | 25 pts                    |
| 3e                        | Jonas Vingegaard          | Danemark                  | Jumbo-Visma               | 15 pts                    |
| 4e                        | Davide Bais               | Italie                    | Eolo-Kometa               | 13 pts                    |
| 5e                        | Damiano Caruso            | Italie                    | Bahrain Victorious        | 11 pts                    |
| 6e                        | Mikel Landa               | Espagne                   | Bahrain Victorious        | 10 pts                    |
| 7e                        | Warren Barguil            | France                    | Arkéa-Samsic              | 9 pts                     |
| 8e                        | Xandro Meurisse           | Belgique                  | Alpecin-Fenix             | 9 pts                     |
| 9e                        | Francesco Gavazzi         | Italie                    | Eolo-Kometa               | 8 pts                     |
| 10e                       | Richie Porte              | Australie                 | Ineos Grenadiers          | 7 pts                     |

| Classement de la montagne | Classement de la montagne | Classement de la montagne | Classement de la montagne | Classement de la montagne |
| Coureur                   | Coureur                   | Pays                      | Équipe                    | Points                    |
| ------------------------- | ------------------------- | ------------------------- | ------------------------- | ------------------------- |
| 1er                       | Quinn Simmons             | États-Unis                | Trek-Segafredo            | 35 pts                    |
| 2e                        | Tadej Pogačar             | Slovénie                  | UAE Team Emirates         | 25 pts                    |
| 3e                        | Jonas Vingegaard          | Danemark                  | Jumbo-Visma               | 15 pts                    |
| 4e                        | Davide Bais               | Italie                    | Eolo-Kometa               | 13 pts                    |
| 5e                        | Damiano Caruso            | Italie                    | Bahrain Victorious        | 11 pts                    |
| 6e                        | Mikel Landa               | Espagne                   | Bahrain Victorious        | 10 pts                    |
| 7e                        | Warren Barguil            | France                    | Arkéa-Samsic              | 9 pts                     |
| 8e                        | Xandro Meurisse           | Belgique                  | Alpecin-Fenix             | 9 pts                     |
| 9e                        | Francesco Gavazzi         | Italie                    | Eolo-Kometa               | 8 pts                     |
| 10e                       | Richie Porte              | Australie                 | Ineos Grenadiers          | 7 pts                     |

| Classement du meilleur jeune | Classement du meilleur jeune | Classement du meilleur jeune | Classement du meilleur jeune    | Classement du meilleur jeune |
| Coureur                      | Coureur                      | Pays                         | Équipe                          | Temps                        |
| ---------------------------- | ---------------------------- | ---------------------------- | ------------------------------- | ---------------------------- |
| 1er                          | Tadej Pogačar                | Slovénie                     | UAE Team Emirates               | 27 h 25 min 53 s             |
| 2e                           | Thymen Arensman              | Pays-Bas                     | Team DSM                        | + 3 min 16 s                 |
| 3e                           | Remco Evenepoel              | Belgique                     | Quick-Step Alpha Vinyl          | + 4 min 20 s                 |
| 4e                           | Jefferson Cepeda             | Équateur                     | Caja Rural-Seguros RGA          | + 19 min 56 s                |
| 5e                           | Natnael Tesfatsion           | Érythrée                     | Drone Hopper-Androni Giocattoli | + 25 min 03 s                |
| 6e                           | Matteo Sobrero               | Italie                       | Team BikeExchange-Jayco         | + 29 min 59 s                |
| 7e                           | Valentin Ferron              | France                       | TotalEnergies                   | + 38 min 32 s                |
| 8e                           | Quinn Simmons                | États-Unis                   | Trek-Segafredo                  | + 43 min 28 s                |
| 9e                           | Einer Rubio                  | Colombie                     | Movistar Team                   | + 47 min 06 s                |
| 10e                          | Mikkel Honoré                | Danemark                     | Quick-Step Alpha Vinyl          | + 1 h 00 min 49 s            |

| Classement du meilleur jeune | Classement du meilleur jeune | Classement du meilleur jeune | Classement du meilleur jeune    | Classement du meilleur jeune |
| Coureur                      | Coureur                      | Pays                         | Équipe                          | Temps                        |
| ---------------------------- | ---------------------------- | ---------------------------- | ------------------------------- | ---------------------------- |
| 1er                          | Tadej Pogačar                | Slovénie                     | UAE Team Emirates               | 27 h 25 min 53 s             |
| 2e                           | Thymen Arensman              | Pays-Bas                     | Team DSM                        | + 3 min 16 s                 |
| 3e                           | Remco Evenepoel              | Belgique                     | Quick-Step Alpha Vinyl          | + 4 min 20 s                 |
| 4e                           | Jefferson Cepeda             | Équateur                     | Caja Rural-Seguros RGA          | + 19 min 56 s                |
| 5e                           | Natnael Tesfatsion           | Érythrée                     | Drone Hopper-Androni Giocattoli | + 25 min 03 s                |
| 6e                           | Matteo Sobrero               | Italie                       | Team BikeExchange-Jayco         | + 29 min 59 s                |
| 7e                           | Valentin Ferron              | France                       | TotalEnergies                   | + 38 min 32 s                |
| 8e                           | Quinn Simmons                | États-Unis                   | Trek-Segafredo                  | + 43 min 28 s                |
| 9e                           | Einer Rubio                  | Colombie                     | Movistar Team                   | + 47 min 06 s                |
| 10e                          | Mikkel Honoré                | Danemark                     | Quick-Step Alpha Vinyl          | + 1 h 00 min 49 s            |

| Classement par équipes | Classement par équipes          | Classement par équipes | Classement par équipes |
| Équipe                 | Équipe                          | Pays                   | Temps                  |
| ---------------------- | ------------------------------- | ---------------------- | ---------------------- |
| 1re                    | Bahrain Victorious              | Bahreïn                | 82 h 26 min 46 s       |
| 2e                     | UAE Team Emirates               | Émirats arabes unis    | + 8 min 11 s           |
| 3e                     | Bora-Hansgrohe                  | Allemagne              | + 19 min 04 s          |
| 4e                     | Ineos Grenadiers                | Royaume-Uni            | + 27 min 06 s          |
| 5e                     | Cofidis                         | France                 | + 29 min 06 s          |
| 6e                     | Team DSM                        | Pays-Bas               | + 34 min 16 s          |
| 7e                     | AG2R Citroën Team               | France                 | + 35 min 14 s          |
| 8e                     | Movistar Team                   | Espagne                | + 35 min 54 s          |
| 9e                     | Drone Hopper-Androni Giocattoli | Italie                 | + 40 min 08 s          |
| 10e                    | Eolo-Kometa                     | Italie                 | + 43 min 37 s          |

| Classement par équipes | Classement par équipes          | Classement par équipes | Classement par équipes |
| Équipe                 | Équipe                          | Pays                   | Temps                  |
| ---------------------- | ------------------------------- | ---------------------- | ---------------------- |
| 1re                    | Bahrain Victorious              | Bahreïn                | 82 h 26 min 46 s       |
| 2e                     | UAE Team Emirates               | Émirats arabes unis    | + 8 min 11 s           |
| 3e                     | Bora-Hansgrohe                  | Allemagne              | + 19 min 04 s          |
| 4e                     | Ineos Grenadiers                | Royaume-Uni            | + 27 min 06 s          |
| 5e                     | Cofidis                         | France                 | + 29 min 06 s          |
| 6e                     | Team DSM                        | Pays-Bas               | + 34 min 16 s          |
| 7e                     | AG2R Citroën Team               | France                 | + 35 min 14 s          |
| 8e                     | Movistar Team                   | Espagne                | + 35 min 54 s          |
| 9e                     | Drone Hopper-Androni Giocattoli | Italie                 | + 40 min 08 s          |
| 10e                    | Eolo-Kometa                     | Italie                 | + 43 min 37 s          |

## Classements UCI
La course attribue des points au Classement mondial UCI 2022 selon le barème suivant :
| Position           | 1er | 2e  | 3e  | 4e  | 5e  | 6e  | 7e  | 8e  | 9e  | 10e | 11e | 12e | 13e | 14e | 15e | 16e à 20e | 21e à 30e | 31e à 50e | 51e à 55e | 56e à 60e |
| Classement général | 500 | 400 | 325 | 275 | 225 | 175 | 150 | 125 | 100 | 80  | 70  | 60  | 50  | 40  | 35  | 30        | 20        | 10        | 5         | 3         |
| Par étapes         | 60  | 25  | 10  |     |     |     |     |     |     |     |     |     |     |     |     |           |           |           |           |           |
| Leader             | 10  |     |     |     |     |     |     |     |     |     |     |     |     |     |     |           |           |           |           |           |

## Évolution des classements
| Étape              | Vainqueur          | Classement général | Classement par points | Classement de la montagne | Classement du meilleur jeune | Classement par équipes |
| ------------------ | ------------------ | ------------------ | --------------------- | ------------------------- | ---------------------------- | ---------------------- |
| 1                  | Filippo Ganna      | Filippo Ganna      | Filippo Ganna         | non attribué              | Remco Evenepoel              | Quick-Step Alpha Vinyl |
| 2                  | Tim Merlier        | Filippo Ganna      | Filippo Ganna         | Davide Bais               | Remco Evenepoel              | Quick-Step Alpha Vinyl |
| 3                  | Caleb Ewan         | Filippo Ganna      | Tim Merlier           | Davide Bais               | Remco Evenepoel              | Quick-Step Alpha Vinyl |
| 4                  | Tadej Pogačar      | Tadej Pogačar      | Tadej Pogačar         | Quinn Simmons             | Tadej Pogačar                | Ineos Grenadiers       |
| 5                  | Warren Barguil     | Tadej Pogačar      | Tadej Pogačar         | Quinn Simmons             | Tadej Pogačar                | Bahrain Victorious     |
| 6                  | Tadej Pogačar      | Tadej Pogačar      | Tadej Pogačar         | Quinn Simmons             | Tadej Pogačar                | Bahrain Victorious     |
| 7                  | Phil Bauhaus       | Tadej Pogačar      | Tadej Pogačar         | Quinn Simmons             | Tadej Pogačar                | Bahrain Victorious     |
| Classements finals | Classements finals | Tadej Pogačar      | Tadej Pogačar         | Quinn Simmons             | Tadej Pogačar                | Bahrain Victorious     |

## Liste des participants
| UAE Team Emirates UAD               | UAE Team Emirates UAD        | UAE Team Emirates UAD |
| ----------------------------------- | ---------------------------- | --------------------- |
| Num                                 | Coureur                      | Pos                   |
| 1                                   | Tadej Pogačar (SLO)          | 1er                   |
| 2                                   | Pascal Ackermann (GER)       | 129e                  |
| 3                                   | Mikkel Norsgaard Bjerg (DEN) | 139e                  |
| 4                                   | Davide Formolo (ITA)         | 46e                   |
| 5                                   | Rafał Majka (POL)            | 25e                   |
| 6                                   | Maximiliano Richeze (ARG)    | 136e                  |
| 7                                   | Marc Soler (ESP)             | 15e                   |
| Directeur sportif : Andrej Hauptman |                              |                       |

| AG2R Citroën Team ACT             | AG2R Citroën Team ACT   | AG2R Citroën Team ACT |
| --------------------------------- | ----------------------- | --------------------- |
| Num                               | Coureur                 | Pos                   |
| 11                                | Greg Van Avermaet (BEL) | 57e                   |
| 12                                | Geoffrey Bouchard (FRA) | 22e                   |
| 13                                | Lilian Calmejane (FRA)  | 36e                   |
| 14                                | Benoît Cosnefroy (FRA)  | 54e                   |
| 15                                | Bob Jungels (LUX)       | 23e                   |
| 16                                | Michael Schär (SUI)     | 43e                   |
| 17                                | Andrea Vendrame (ITA)   | 52e                   |
| Directeur sportif : Didier Jannel |                         |                       |

| Alpecin-Fenix AFC                       | Alpecin-Fenix AFC       | Alpecin-Fenix AFC |
| --------------------------------------- | ----------------------- | ----------------- |
| Num                                     | Coureur                 | Pos               |
| 21                                      | Tim Merlier (BEL)       | 114e              |
| 22                                      | Michael Gogl (AUT)      | 67e               |
| 23                                      | Xandro Meurisse (BEL)   | 42e               |
| 24                                      | Stefano Oldani (ITA)    | AB-6              |
| 25                                      | Edward Planckaert (BEL) | 121e              |
| 26                                      | Robert Stannard (AUS)   | AB-7              |
| 27                                      | Gianni Vermeersch (BEL) | 78e               |
| Directeur sportif : Christoph Roodhooft |                         |                   |

| Astana Qazaqstan Team AST          | Astana Qazaqstan Team AST | Astana Qazaqstan Team AST |
| ---------------------------------- | ------------------------- | ------------------------- |
| Num                                | Coureur                   | Pos                       |
| 31                                 | Miguel Ángel López (COL)  | 21e                       |
| 32                                 | Leonardo Basso (ITA)      | 127e                      |
| 33                                 | Manuele Boaro (ITA)       | 86e                       |
| 34                                 | Davide Martinelli (ITA)   | 113e                      |
| 35                                 | Gianni Moscon (ITA)       | 118e                      |
| 36                                 | Harold Tejada (COL)       | AB-6                      |
| 37                                 | Simone Velasco (ITA)      | 35e                       |
| Directeur sportif : Stefano Zanini |                           |                           |

| Bahrain Victorious TBV              | Bahrain Victorious TBV  | Bahrain Victorious TBV |
| ----------------------------------- | ----------------------- | ---------------------- |
| Num                                 | Coureur                 | Pos                    |
| 41                                  | Damiano Caruso (ITA)    | 7e                     |
| 42                                  | Phil Bauhaus (GER)      | 124e                   |
| 43                                  | Pello Bilbao (ESP)      | 9e                     |
| 44                                  | Heinrich Haussler (AUS) | 112e                   |
| 45                                  | Mikel Landa (ESP)       | 3e                     |
| 46                                  | Jan Tratnik (SLO)       | 87e                    |
| 47                                  | Jasha Sütterlin (GER)   | 95e                    |
| Directeur sportif : Gorazd Štangelj |                         |                        |

| Bardiani CSF Faizanè BCF              | Bardiani CSF Faizanè BCF | Bardiani CSF Faizanè BCF |
| ------------------------------------- | ------------------------ | ------------------------ |
| Num                                   | Coureur                  | Pos                      |
| 51                                    | Giovanni Visconti (ITA)  | AB-2                     |
| 52                                    | Jhonatan Cañaveral (COL) | 143e                     |
| 53                                    | Filippo Fiorelli (ITA)   | 138e                     |
| 54                                    | Davide Gabburo (ITA)     | 137e                     |
| 55                                    | Sacha Modolo (ITA)       | 97e                      |
| 56                                    | Luca Rastelli (ITA)      | 101e                     |
| 57                                    | Alessandro Tonelli (ITA) | 51e                      |
| Directeur sportif : Roberto Reverberi |                          |                          |

| Bora-Hansgrohe BOH                    | Bora-Hansgrohe BOH     | Bora-Hansgrohe BOH |
| ------------------------------------- | ---------------------- | ------------------ |
| Num                                   | Coureur                | Pos                |
| 61                                    | Wilco Kelderman (NED)  | 19e                |
| 62                                    | Cesare Benedetti (POL) | 82e                |
| 63                                    | Emanuel Buchmann (GER) | 28e                |
| 64                                    | Matteo Fabbro (ITA)    | 61e                |
| 65                                    | Marco Haller (AUT)     | 103e               |
| 66                                    | Jai Hindley (AUS)      | 5e                 |
| 67                                    | Jordi Meeus (BEL)      | 130e               |
| Directeur sportif : Enrico Gasparotto |                        |                    |

| Cofidis COF                         | Cofidis COF           | Cofidis COF |
| ----------------------------------- | --------------------- | ----------- |
| Num                                 | Coureur               | Pos         |
| 71                                  | Benjamin Thomas (FRA) | 75e         |
| 73                                  | Davide Cimolai (ITA)  | 127e        |
| 74                                  | Simone Consonni (ITA) | NP-5        |
| 75                                  | Victor Lafay (FRA)    | 16e         |
| 76                                  | Anthony Perez (FRA)   | 39e         |
| 77                                  | Davide Villella (ITA) | 29e         |
| Directeur sportif : Roberto Damiani |                       |             |

| Drone Hopper-Androni Giocattoli DRA | Drone Hopper-Androni Giocattoli DRA | Drone Hopper-Androni Giocattoli DRA |
| ----------------------------------- | ----------------------------------- | ----------------------------------- |
| Num                                 | Coureur                             | Pos                                 |
| 81                                  | Mattia Bais (ITA)                   | AB-7                                |
| 82                                  | Alexander Cepeda (ECU)              | 30e                                 |
| 83                                  | Umberto Marengo (ITA)               | 107e                                |
| 84                                  | Jhonatan Restrepo (COL)             | NP-7                                |
| 85                                  | Eduardo Sepúlveda (ARG)             | 26e                                 |
| 86                                  | Natnael Tesfatsion (ERI)            | 37e                                 |
| 87                                  | Edoardo Zardini (ITA)               | 83e                                 |
| Directeur sportif : Giovanni Ellena |                                     |                                     |

| EF Education-EasyPost EFE          | EF Education-EasyPost EFE | EF Education-EasyPost EFE |
| ---------------------------------- | ------------------------- | ------------------------- |
| Num                                | Coureur                   | Pos                       |
| 91                                 | Rigoberto Urán (COL)      | 14e                       |
| 92                                 | Ruben Guerreiro (POR)     | AB-3                      |
| 93                                 | Michael Valgren (DEN)     | 81e                       |
| 94                                 | Magnus Cort Nielsen (DEN) | AB-7                      |
| 95                                 | Mark Padun (UKR)          | AB-5                      |
| 96                                 | Jonathan Caicedo (ECU)    | 66e                       |
| 97                                 | Thomas Scully (NZL)       | 140e                      |
| Directeur sportif : Matti Breschel |                           |                           |

| Eolo-Kometa EOK                     | Eolo-Kometa EOK         | Eolo-Kometa EOK |
| ----------------------------------- | ----------------------- | --------------- |
| Num                                 | Coureur                 | Pos             |
| 101                                 | Diego Rosa (ITA)        | 38e             |
| 102                                 | Vincenzo Albanese (ITA) | 79e             |
| 103                                 | Davide Bais (ITA)       | 133e            |
| 104                                 | Lorenzo Fortunato (ITA) | 18e             |
| 105                                 | Francesco Gavazzi (ITA) | 39e             |
| 106                                 | Giovanni Lonardi (ITA)  | 119e            |
| 107                                 | Mirco Maestri (ITA)     | 96e             |
| Directeur sportif : Stefano Zanatta |                         |                 |

| Groupama-FDJ GFC                   | Groupama-FDJ GFC                  | Groupama-FDJ GFC |
| ---------------------------------- | --------------------------------- | ---------------- |
| Num                                | Coureur                           | Pos              |
| 111                                | Thibaut Pinot (FRA)               | 8e               |
| 112                                | Arnaud Démare (FRA)               | 77e              |
| 113                                | Antoine Duchesne (CAN)            | 49e              |
| 114                                | Jacopo Guarnieri (ITA)            | 134e             |
| 115                                | Ignatas Konovalovas (LTU) (route) | 104e             |
| 116                                | Tobias Ludvigsson (SWE)           | 53e              |
| 117                                | Ramon Sinkeldam (NED)             | 126e             |
| Directeur sportif : Sébastien Joly |                                   |                  |

| Ineos Grenadiers IGD               | Ineos Grenadiers IGD           | Ineos Grenadiers IGD |
| ---------------------------------- | ------------------------------ | -------------------- |
| Num                                | Coureur                        | Pos                  |
| 121                                | Richard Carapaz (ECU) (chrono) | NP-5                 |
| 122                                | Filippo Ganna (ITA) (chrono)   | 71e                  |
| 123                                | Tao Geoghegan Hart (GBR)       | NP-7                 |
| 124                                | Jhonatan Narváez (ECU)         | AB-6                 |
| 125                                | Richie Porte (AUS)             | 4e                   |
| 126                                | Ben Swift (GBR) (route)        | 58e                  |
| 127                                | Elia Viviani (ITA)             | AB-6                 |
| Directeur sportif : Matteo Tosatto |                                |                      |

| Intermarché-Wanty-Gobert Matériaux IWG | Intermarché-Wanty-Gobert Matériaux IWG | Intermarché-Wanty-Gobert Matériaux IWG |
| -------------------------------------- | -------------------------------------- | -------------------------------------- |
| Num                                    | Coureur                                | Pos                                    |
| 131                                    | Alexander Kristoff (NOR)               | 85e                                    |
| 132                                    | Sven Erik Bystrøm (NOR)                | 60e                                    |
| 133                                    | Andrea Pasqualon (ITA)                 | 70e                                    |
| 134                                    | Adrien Petit (FRA)                     | 117e                                   |
| 135                                    | Domenico Pozzovivo (ITA)               | 13e                                    |
| 136                                    | Lorenzo Rota (ITA)                     | 24e                                    |
| 137                                    | Taco van der Hoorn (NED)               | 141e                                   |
| Directeur sportif : Valerio Piva       |                                        |                                        |

| Israel-Premier Tech IPT            | Israel-Premier Tech IPT | Israel-Premier Tech IPT |
| ---------------------------------- | ----------------------- | ----------------------- |
| Num                                | Coureur                 | Pos                     |
| 141                                | Jakob Fuglsang (DEN)    | 41e                     |
| 142                                | Matthias Brändle (AUT)  | 110e                    |
| 143                                | Alex Dowsett (GBR)      | 111e                    |
| 144                                | Daryl Impey (RSA)       | 76e                     |
| 145                                | Krists Neilands (LAT)   | 64e                     |
| 146                                | Giacomo Nizzolo (ITA)   | 116e                    |
| 147                                | Rick Zabel (GER)        | 142e                    |
| Directeur sportif : Nicki Sørensen |                         |                         |

| Jumbo-Visma TJV                     | Jumbo-Visma TJV          | Jumbo-Visma TJV |
| ----------------------------------- | ------------------------ | --------------- |
| Num                                 | Coureur                  | Pos             |
| 151                                 | Jonas Vingegaard (DEN)   | 2e              |
| 152                                 | Edoardo Affini (ITA)     | 109e            |
| 153                                 | Koen Bouwman (NED)       | 34e             |
| 154                                 | Olav Kooij (NED)         | 115e            |
| 155                                 | Sepp Kuss (USA)          | 68e             |
| 156                                 | Tosh Van der Sande (BEL) | 65e             |
| 157                                 | Jos van Emden (NED)      | 91e             |
| Directeur sportif : Maarten Wynants |                          |                 |

| Lotto-Soudal LTS                | Lotto-Soudal LTS          | Lotto-Soudal LTS |
| ------------------------------- | ------------------------- | ---------------- |
| Num                             | Coureur                   | Pos              |
| 161                             | Tim Wellens (BEL)         | AB-6             |
| 162                             | Caleb Ewan (AUS)          | AB-4             |
| 163                             | Roger Kluge (GER)         | 125e             |
| 164                             | Michael Schwarzmann (GER) | 120e             |
| 165                             | Rüdiger Selig (GER)       | AB-5             |
| 166                             | Harry Sweeny (AUS)        | 99e              |
| 167                             | Maxim Van Gils (BEL)      | AB-5             |
| Directeur sportif : Allan Davis |                           |                  |

| Movistar Team MOV                       | Movistar Team MOV       | Movistar Team MOV |
| --------------------------------------- | ----------------------- | ----------------- |
| Num                                     | Coureur                 | Pos               |
| 171                                     | Enric Mas (ESP)         | NP-7              |
| 172                                     | Alex Aranburu (ESP)     | 29e               |
| 173                                     | Jorge Arcas (ESP)       | 62e               |
| 174                                     | Mathias Norsgaard (DEN) | 108e              |
| 175                                     | Lluís Mas (ESP)         | AB-6              |
| 176                                     | Nélson Oliveira (POR)   | 32e               |
| 177                                     | Einer Rubio (COL)       | 72e               |
| Directeur sportif : Maximilian Sciandri |                         |                   |

| Quick-Step Alpha Vinyl QST         | Quick-Step Alpha Vinyl QST       | Quick-Step Alpha Vinyl QST |
| ---------------------------------- | -------------------------------- | -------------------------- |
| Num                                | Coureur                          | Pos                        |
| 181                                | Julian Alaphilippe (FRA) (route) | 33e                        |
| 182                                | Kasper Asgreen (DEN) (chrono)    | 88e                        |
| 183                                | Davide Ballerini (ITA)           | 80e                        |
| 184                                | Mark Cavendish (GBR)             | 128e                       |
| 185                                | Josef Černý (CZE) (chrono)       | 135e                       |
| 186                                | Remco Evenepoel (BEL)            | 11e                        |
| 187                                | Mikkel Honoré (DEN)              | 93e                        |
| Directeur sportif : Davide Bramati |                                  |                            |

| Arkéa-Samsic ARK                 | Arkéa-Samsic ARK         | Arkéa-Samsic ARK |
| -------------------------------- | ------------------------ | ---------------- |
| Num                              | Coureur                  | Pos              |
| 191                              | Warren Barguil (FRA)     | 20e              |
| 192                              | Maxime Bouet (FRA)       | 31e              |
| 193                              | Nacer Bouhanni (FRA)     | NP-5             |
| 194                              | Thibault Guernalec (FRA) | NP-6             |
| 195                              | Daniel McLay (GBR)       | NP-6             |
| 196                              | Alan Riou (FRA)          | 106e             |
| 197                              | Clément Russo (FRA)      | 84e              |
| Directeur sportif : Roger Tréhin |                          |                  |

| Team BikeExchange-Jayco BEX    | Team BikeExchange-Jayco BEX   | Team BikeExchange-Jayco BEX |
| ------------------------------ | ----------------------------- | --------------------------- |
| Num                            | Coureur                       | Pos                         |
| 201                            | Michael Matthews (AUS)        | 50e                         |
| 202                            | Lawson Craddock (USA)         | 92e                         |
| 203                            | Alexander Edmondson (AUS)     | 94e                         |
| 204                            | Tsgabu Grmay (ETH)            | 69e                         |
| 205                            | Kaden Groves (AUS)            | 132e                        |
| 206                            | Alexander Konychev (ITA)      | 105e                        |
| 207                            | Matteo Sobrero (ITA) (chrono) | 44e                         |
| Directeur sportif : Gene Bates |                               |                             |

| Team DSM DSM                       | Team DSM DSM            | Team DSM DSM |
| ---------------------------------- | ----------------------- | ------------ |
| Num                                | Coureur                 | Pos          |
| 211                                | Romain Bardet (FRA)     | 12e          |
| 212                                | Thymen Arensman (NED)   | 6e           |
| 213                                | Nikias Arndt (GER)      | 75e          |
| 214                                | Alberto Dainese (ITA)   | 122e         |
| 215                                | Chris Hamilton (AUS)    | 74e          |
| 216                                | Joris Nieuwenhuis (NED) | 100e         |
| 217                                | Martijn Tusveld (NED)   | 98e          |
| Directeur sportif : Marcel Sieberg |                         |              |

| TotalEnergies TEN                   | TotalEnergies TEN            | TotalEnergies TEN |
| ----------------------------------- | ---------------------------- | ----------------- |
| Num                                 | Coureur                      | Pos               |
| 221                                 | Peter Sagan (SVK) (route)    | NP-3              |
| 222                                 | Edvald Boasson Hagen (NOR)   | 73e               |
| 223                                 | Maciej Bodnar (POL) (chrono) | 123e              |
| 224                                 | Valentin Ferron (FRA)        | 55e               |
| 225                                 | Daniel Oss (ITA)             | 89e               |
| 226                                 | Cristian Rodríguez (ESP)     | 17e               |
| 227                                 | Julien Simon (FRA)           | 56e               |
| Directeur sportif : Lylian Lebreton |                              |                   |

| Trek-Segafredo TFS               | Trek-Segafredo TFS                   | Trek-Segafredo TFS |
| -------------------------------- | ------------------------------------ | ------------------ |
| Num                              | Coureur                              | Pos                |
| 231                              | Giulio Ciccone (ITA)                 | 10e                |
| 232                              | Gianluca Brambilla (ITA)             | 48e                |
| 233                              | Dario Cataldo (ITA)                  | 45e                |
| 234                              | Matteo Moschetti (ITA)               | 131e               |
| 235                              | Quinn Simmons (USA)                  | 63e                |
| 236                              | Toms Skujiņš (LAT) (route et chrono) | 59e                |
| 237                              | Edward Theuns (BEL)                  | 102e               |
| Directeur sportif : Grégory Rast |                                      |                    |

| UAE Team Emirates UAD               | UAE Team Emirates UAD        | UAE Team Emirates UAD |
| ----------------------------------- | ---------------------------- | --------------------- |
| Num                                 | Coureur                      | Pos                   |
| 1                                   | Tadej Pogačar (SLO)          | 1er                   |
| 2                                   | Pascal Ackermann (GER)       | 129e                  |
| 3                                   | Mikkel Norsgaard Bjerg (DEN) | 139e                  |
| 4                                   | Davide Formolo (ITA)         | 46e                   |
| 5                                   | Rafał Majka (POL)            | 25e                   |
| 6                                   | Maximiliano Richeze (ARG)    | 136e                  |
| 7                                   | Marc Soler (ESP)             | 15e                   |
| Directeur sportif : Andrej Hauptman |                              |                       |

| AG2R Citroën Team ACT             | AG2R Citroën Team ACT   | AG2R Citroën Team ACT |
| --------------------------------- | ----------------------- | --------------------- |
| Num                               | Coureur                 | Pos                   |
| 11                                | Greg Van Avermaet (BEL) | 57e                   |
| 12                                | Geoffrey Bouchard (FRA) | 22e                   |
| 13                                | Lilian Calmejane (FRA)  | 36e                   |
| 14                                | Benoît Cosnefroy (FRA)  | 54e                   |
| 15                                | Bob Jungels (LUX)       | 23e                   |
| 16                                | Michael Schär (SUI)     | 43e                   |
| 17                                | Andrea Vendrame (ITA)   | 52e                   |
| Directeur sportif : Didier Jannel |                         |                       |

| Alpecin-Fenix AFC                       | Alpecin-Fenix AFC       | Alpecin-Fenix AFC |
| --------------------------------------- | ----------------------- | ----------------- |
| Num                                     | Coureur                 | Pos               |
| 21                                      | Tim Merlier (BEL)       | 114e              |
| 22                                      | Michael Gogl (AUT)      | 67e               |
| 23                                      | Xandro Meurisse (BEL)   | 42e               |
| 24                                      | Stefano Oldani (ITA)    | AB-6              |
| 25                                      | Edward Planckaert (BEL) | 121e              |
| 26                                      | Robert Stannard (AUS)   | AB-7              |
| 27                                      | Gianni Vermeersch (BEL) | 78e               |
| Directeur sportif : Christoph Roodhooft |                         |                   |

| Astana Qazaqstan Team AST          | Astana Qazaqstan Team AST | Astana Qazaqstan Team AST |
| ---------------------------------- | ------------------------- | ------------------------- |
| Num                                | Coureur                   | Pos                       |
| 31                                 | Miguel Ángel López (COL)  | 21e                       |
| 32                                 | Leonardo Basso (ITA)      | 127e                      |
| 33                                 | Manuele Boaro (ITA)       | 86e                       |
| 34                                 | Davide Martinelli (ITA)   | 113e                      |
| 35                                 | Gianni Moscon (ITA)       | 118e                      |
| 36                                 | Harold Tejada (COL)       | AB-6                      |
| 37                                 | Simone Velasco (ITA)      | 35e                       |
| Directeur sportif : Stefano Zanini |                           |                           |

| Bahrain Victorious TBV              | Bahrain Victorious TBV  | Bahrain Victorious TBV |
| ----------------------------------- | ----------------------- | ---------------------- |
| Num                                 | Coureur                 | Pos                    |
| 41                                  | Damiano Caruso (ITA)    | 7e                     |
| 42                                  | Phil Bauhaus (GER)      | 124e                   |
| 43                                  | Pello Bilbao (ESP)      | 9e                     |
| 44                                  | Heinrich Haussler (AUS) | 112e                   |
| 45                                  | Mikel Landa (ESP)       | 3e                     |
| 46                                  | Jan Tratnik (SLO)       | 87e                    |
| 47                                  | Jasha Sütterlin (GER)   | 95e                    |
| Directeur sportif : Gorazd Štangelj |                         |                        |

| Bardiani CSF Faizanè BCF              | Bardiani CSF Faizanè BCF | Bardiani CSF Faizanè BCF |
| ------------------------------------- | ------------------------ | ------------------------ |
| Num                                   | Coureur                  | Pos                      |
| 51                                    | Giovanni Visconti (ITA)  | AB-2                     |
| 52                                    | Jhonatan Cañaveral (COL) | 143e                     |
| 53                                    | Filippo Fiorelli (ITA)   | 138e                     |
| 54                                    | Davide Gabburo (ITA)     | 137e                     |
| 55                                    | Sacha Modolo (ITA)       | 97e                      |
| 56                                    | Luca Rastelli (ITA)      | 101e                     |
| 57                                    | Alessandro Tonelli (ITA) | 51e                      |
| Directeur sportif : Roberto Reverberi |                          |                          |

| Bora-Hansgrohe BOH                    | Bora-Hansgrohe BOH     | Bora-Hansgrohe BOH |
| ------------------------------------- | ---------------------- | ------------------ |
| Num                                   | Coureur                | Pos                |
| 61                                    | Wilco Kelderman (NED)  | 19e                |
| 62                                    | Cesare Benedetti (POL) | 82e                |
| 63                                    | Emanuel Buchmann (GER) | 28e                |
| 64                                    | Matteo Fabbro (ITA)    | 61e                |
| 65                                    | Marco Haller (AUT)     | 103e               |
| 66                                    | Jai Hindley (AUS)      | 5e                 |
| 67                                    | Jordi Meeus (BEL)      | 130e               |
| Directeur sportif : Enrico Gasparotto |                        |                    |

| Cofidis COF                         | Cofidis COF           | Cofidis COF |
| ----------------------------------- | --------------------- | ----------- |
| Num                                 | Coureur               | Pos         |
| 71                                  | Benjamin Thomas (FRA) | 75e         |
| 73                                  | Davide Cimolai (ITA)  | 127e        |
| 74                                  | Simone Consonni (ITA) | NP-5        |
| 75                                  | Victor Lafay (FRA)    | 16e         |
| 76                                  | Anthony Perez (FRA)   | 39e         |
| 77                                  | Davide Villella (ITA) | 29e         |
| Directeur sportif : Roberto Damiani |                       |             |

| Drone Hopper-Androni Giocattoli DRA | Drone Hopper-Androni Giocattoli DRA | Drone Hopper-Androni Giocattoli DRA |
| ----------------------------------- | ----------------------------------- | ----------------------------------- |
| Num                                 | Coureur                             | Pos                                 |
| 81                                  | Mattia Bais (ITA)                   | AB-7                                |
| 82                                  | Alexander Cepeda (ECU)              | 30e                                 |
| 83                                  | Umberto Marengo (ITA)               | 107e                                |
| 84                                  | Jhonatan Restrepo (COL)             | NP-7                                |
| 85                                  | Eduardo Sepúlveda (ARG)             | 26e                                 |
| 86                                  | Natnael Tesfatsion (ERI)            | 37e                                 |
| 87                                  | Edoardo Zardini (ITA)               | 83e                                 |
| Directeur sportif : Giovanni Ellena |                                     |                                     |

| EF Education-EasyPost EFE          | EF Education-EasyPost EFE | EF Education-EasyPost EFE |
| ---------------------------------- | ------------------------- | ------------------------- |
| Num                                | Coureur                   | Pos                       |
| 91                                 | Rigoberto Urán (COL)      | 14e                       |
| 92                                 | Ruben Guerreiro (POR)     | AB-3                      |
| 93                                 | Michael Valgren (DEN)     | 81e                       |
| 94                                 | Magnus Cort Nielsen (DEN) | AB-7                      |
| 95                                 | Mark Padun (UKR)          | AB-5                      |
| 96                                 | Jonathan Caicedo (ECU)    | 66e                       |
| 97                                 | Thomas Scully (NZL)       | 140e                      |
| Directeur sportif : Matti Breschel |                           |                           |

| Eolo-Kometa EOK                     | Eolo-Kometa EOK         | Eolo-Kometa EOK |
| ----------------------------------- | ----------------------- | --------------- |
| Num                                 | Coureur                 | Pos             |
| 101                                 | Diego Rosa (ITA)        | 38e             |
| 102                                 | Vincenzo Albanese (ITA) | 79e             |
| 103                                 | Davide Bais (ITA)       | 133e            |
| 104                                 | Lorenzo Fortunato (ITA) | 18e             |
| 105                                 | Francesco Gavazzi (ITA) | 39e             |
| 106                                 | Giovanni Lonardi (ITA)  | 119e            |
| 107                                 | Mirco Maestri (ITA)     | 96e             |
| Directeur sportif : Stefano Zanatta |                         |                 |

| Groupama-FDJ GFC                   | Groupama-FDJ GFC                  | Groupama-FDJ GFC |
| ---------------------------------- | --------------------------------- | ---------------- |
| Num                                | Coureur                           | Pos              |
| 111                                | Thibaut Pinot (FRA)               | 8e               |
| 112                                | Arnaud Démare (FRA)               | 77e              |
| 113                                | Antoine Duchesne (CAN)            | 49e              |
| 114                                | Jacopo Guarnieri (ITA)            | 134e             |
| 115                                | Ignatas Konovalovas (LTU) (route) | 104e             |
| 116                                | Tobias Ludvigsson (SWE)           | 53e              |
| 117                                | Ramon Sinkeldam (NED)             | 126e             |
| Directeur sportif : Sébastien Joly |                                   |                  |

| Ineos Grenadiers IGD               | Ineos Grenadiers IGD           | Ineos Grenadiers IGD |
| ---------------------------------- | ------------------------------ | -------------------- |
| Num                                | Coureur                        | Pos                  |
| 121                                | Richard Carapaz (ECU) (chrono) | NP-5                 |
| 122                                | Filippo Ganna (ITA) (chrono)   | 71e                  |
| 123                                | Tao Geoghegan Hart (GBR)       | NP-7                 |
| 124                                | Jhonatan Narváez (ECU)         | AB-6                 |
| 125                                | Richie Porte (AUS)             | 4e                   |
| 126                                | Ben Swift (GBR) (route)        | 58e                  |
| 127                                | Elia Viviani (ITA)             | AB-6                 |
| Directeur sportif : Matteo Tosatto |                                |                      |

| Intermarché-Wanty-Gobert Matériaux IWG | Intermarché-Wanty-Gobert Matériaux IWG | Intermarché-Wanty-Gobert Matériaux IWG |
| -------------------------------------- | -------------------------------------- | -------------------------------------- |
| Num                                    | Coureur                                | Pos                                    |
| 131                                    | Alexander Kristoff (NOR)               | 85e                                    |
| 132                                    | Sven Erik Bystrøm (NOR)                | 60e                                    |
| 133                                    | Andrea Pasqualon (ITA)                 | 70e                                    |
| 134                                    | Adrien Petit (FRA)                     | 117e                                   |
| 135                                    | Domenico Pozzovivo (ITA)               | 13e                                    |
| 136                                    | Lorenzo Rota (ITA)                     | 24e                                    |
| 137                                    | Taco van der Hoorn (NED)               | 141e                                   |
| Directeur sportif : Valerio Piva       |                                        |                                        |

| Israel-Premier Tech IPT            | Israel-Premier Tech IPT | Israel-Premier Tech IPT |
| ---------------------------------- | ----------------------- | ----------------------- |
| Num                                | Coureur                 | Pos                     |
| 141                                | Jakob Fuglsang (DEN)    | 41e                     |
| 142                                | Matthias Brändle (AUT)  | 110e                    |
| 143                                | Alex Dowsett (GBR)      | 111e                    |
| 144                                | Daryl Impey (RSA)       | 76e                     |
| 145                                | Krists Neilands (LAT)   | 64e                     |
| 146                                | Giacomo Nizzolo (ITA)   | 116e                    |
| 147                                | Rick Zabel (GER)        | 142e                    |
| Directeur sportif : Nicki Sørensen |                         |                         |

| Jumbo-Visma TJV                     | Jumbo-Visma TJV          | Jumbo-Visma TJV |
| ----------------------------------- | ------------------------ | --------------- |
| Num                                 | Coureur                  | Pos             |
| 151                                 | Jonas Vingegaard (DEN)   | 2e              |
| 152                                 | Edoardo Affini (ITA)     | 109e            |
| 153                                 | Koen Bouwman (NED)       | 34e             |
| 154                                 | Olav Kooij (NED)         | 115e            |
| 155                                 | Sepp Kuss (USA)          | 68e             |
| 156                                 | Tosh Van der Sande (BEL) | 65e             |
| 157                                 | Jos van Emden (NED)      | 91e             |
| Directeur sportif : Maarten Wynants |                          |                 |

| Lotto-Soudal LTS                | Lotto-Soudal LTS          | Lotto-Soudal LTS |
| ------------------------------- | ------------------------- | ---------------- |
| Num                             | Coureur                   | Pos              |
| 161                             | Tim Wellens (BEL)         | AB-6             |
| 162                             | Caleb Ewan (AUS)          | AB-4             |
| 163                             | Roger Kluge (GER)         | 125e             |
| 164                             | Michael Schwarzmann (GER) | 120e             |
| 165                             | Rüdiger Selig (GER)       | AB-5             |
| 166                             | Harry Sweeny (AUS)        | 99e              |
| 167                             | Maxim Van Gils (BEL)      | AB-5             |
| Directeur sportif : Allan Davis |                           |                  |

| Movistar Team MOV                       | Movistar Team MOV       | Movistar Team MOV |
| --------------------------------------- | ----------------------- | ----------------- |
| Num                                     | Coureur                 | Pos               |
| 171                                     | Enric Mas (ESP)         | NP-7              |
| 172                                     | Alex Aranburu (ESP)     | 29e               |
| 173                                     | Jorge Arcas (ESP)       | 62e               |
| 174                                     | Mathias Norsgaard (DEN) | 108e              |
| 175                                     | Lluís Mas (ESP)         | AB-6              |
| 176                                     | Nélson Oliveira (POR)   | 32e               |
| 177                                     | Einer Rubio (COL)       | 72e               |
| Directeur sportif : Maximilian Sciandri |                         |                   |

| Quick-Step Alpha Vinyl QST         | Quick-Step Alpha Vinyl QST       | Quick-Step Alpha Vinyl QST |
| ---------------------------------- | -------------------------------- | -------------------------- |
| Num                                | Coureur                          | Pos                        |
| 181                                | Julian Alaphilippe (FRA) (route) | 33e                        |
| 182                                | Kasper Asgreen (DEN) (chrono)    | 88e                        |
| 183                                | Davide Ballerini (ITA)           | 80e                        |
| 184                                | Mark Cavendish (GBR)             | 128e                       |
| 185                                | Josef Černý (CZE) (chrono)       | 135e                       |
| 186                                | Remco Evenepoel (BEL)            | 11e                        |
| 187                                | Mikkel Honoré (DEN)              | 93e                        |
| Directeur sportif : Davide Bramati |                                  |                            |

| Arkéa-Samsic ARK                 | Arkéa-Samsic ARK         | Arkéa-Samsic ARK |
| -------------------------------- | ------------------------ | ---------------- |
| Num                              | Coureur                  | Pos              |
| 191                              | Warren Barguil (FRA)     | 20e              |
| 192                              | Maxime Bouet (FRA)       | 31e              |
| 193                              | Nacer Bouhanni (FRA)     | NP-5             |
| 194                              | Thibault Guernalec (FRA) | NP-6             |
| 195                              | Daniel McLay (GBR)       | NP-6             |
| 196                              | Alan Riou (FRA)          | 106e             |
| 197                              | Clément Russo (FRA)      | 84e              |
| Directeur sportif : Roger Tréhin |                          |                  |

| Team BikeExchange-Jayco BEX    | Team BikeExchange-Jayco BEX   | Team BikeExchange-Jayco BEX |
| ------------------------------ | ----------------------------- | --------------------------- |
| Num                            | Coureur                       | Pos                         |
| 201                            | Michael Matthews (AUS)        | 50e                         |
| 202                            | Lawson Craddock (USA)         | 92e                         |
| 203                            | Alexander Edmondson (AUS)     | 94e                         |
| 204                            | Tsgabu Grmay (ETH)            | 69e                         |
| 205                            | Kaden Groves (AUS)            | 132e                        |
| 206                            | Alexander Konychev (ITA)      | 105e                        |
| 207                            | Matteo Sobrero (ITA) (chrono) | 44e                         |
| Directeur sportif : Gene Bates |                               |                             |

| Team DSM DSM                       | Team DSM DSM            | Team DSM DSM |
| ---------------------------------- | ----------------------- | ------------ |
| Num                                | Coureur                 | Pos          |
| 211                                | Romain Bardet (FRA)     | 12e          |
| 212                                | Thymen Arensman (NED)   | 6e           |
| 213                                | Nikias Arndt (GER)      | 75e          |
| 214                                | Alberto Dainese (ITA)   | 122e         |
| 215                                | Chris Hamilton (AUS)    | 74e          |
| 216                                | Joris Nieuwenhuis (NED) | 100e         |
| 217                                | Martijn Tusveld (NED)   | 98e          |
| Directeur sportif : Marcel Sieberg |                         |              |

| TotalEnergies TEN                   | TotalEnergies TEN            | TotalEnergies TEN |
| ----------------------------------- | ---------------------------- | ----------------- |
| Num                                 | Coureur                      | Pos               |
| 221                                 | Peter Sagan (SVK) (route)    | NP-3              |
| 222                                 | Edvald Boasson Hagen (NOR)   | 73e               |
| 223                                 | Maciej Bodnar (POL) (chrono) | 123e              |
| 224                                 | Valentin Ferron (FRA)        | 55e               |
| 225                                 | Daniel Oss (ITA)             | 89e               |
| 226                                 | Cristian Rodríguez (ESP)     | 17e               |
| 227                                 | Julien Simon (FRA)           | 56e               |
| Directeur sportif : Lylian Lebreton |                              |                   |

| Trek-Segafredo TFS               | Trek-Segafredo TFS                   | Trek-Segafredo TFS |
| -------------------------------- | ------------------------------------ | ------------------ |
| Num                              | Coureur                              | Pos                |
| 231                              | Giulio Ciccone (ITA)                 | 10e                |
| 232                              | Gianluca Brambilla (ITA)             | 48e                |
| 233                              | Dario Cataldo (ITA)                  | 45e                |
| 234                              | Matteo Moschetti (ITA)               | 131e               |
| 235                              | Quinn Simmons (USA)                  | 63e                |
| 236                              | Toms Skujiņš (LAT) (route et chrono) | 59e                |
| 237                              | Edward Theuns (BEL)                  | 102e               |
| Directeur sportif : Grégory Rast |                                      |                    |